# Arnobia pilipes
Arnobia pilipes är en insektsart som först beskrevs av Wilhem de Haan 1842.  Arnobia pilipes ingår i släktet Arnobia och familjen vårtbitare.

## Underarter
Arten delas in i följande underarter:
- A. p. pilipes
- A. p. tropica